# التاسع من فبراير (مسلسل)
التاسع من فبراير ، هو مسلسل اجتماعي درامي كويتي عرض في رمضان عام 2018.

## قصة العمل
تدور أحداث المسلسل حول مجموعة من الأحداث المرتبطة ارتباطاً مباشراً بتاريخ التاسع من فبراير الذي يمثل ذكرى مرتبطة بفرح معجون بكثير من الحزن، فهو يوم مولد بطلة الأحداث «لين» ومولد والدها ويوم وفاته في الوقت ذاته.«ناجي» هو دكتور علم نفس بالجامعة، محب، وحنون، وعطوف، متزوج بـ«روحية» التي تصغره بعشر سنوات، وهي امرأة طيبة تحب زوجها، ولديهما ابنة واحدة اسمها لين.

## الممثلون
- إبراهيم الحربي (دكتور ناجي)
- سلمى سالم (روحية)
- هنادي الكندري (لين)
- محمود بوشهري (بدر)
- يوسف البلوشي (داود)
- شيلاء سبت (فيض)
- شهد الياسين (ورد)
- غرور (ندى)
- حلا(نور)
- عبد الله البلوشي (أيوب)
- محمد الحداد (يوسف)
- علي الحسيني (عيسى)
- نورا (في)
- عماد العكاري (أبو داوود)